# Списак врста рода Piper
Списак врста рода Piper је састављена на основу ботаничке базе података , :

## A
- Piper abalienatum Trel.
- Piper abbadianum Yunck.
- Piper abbreviatum Opiz
- Piper abditum Trel.
- Piper abellinum Trel. & Yunck.
- Piper abutilifolium (Miq.) C. DC.
- Piper abutiloides (Kunth) Kunth ex Steud.
- Piper achoteanum Trel.
- Piper achotense Trel. & Yunck.
- Piper achromatolepis Trel.
- Piper achupallasense Yunck.
- Piper acutifolium Ruiz & Pav.
- Piper acutilimbum C. DC.
- Piper acutiusculum C. DC.
- Piper acutulum Trel.
- Piper adamatum Trel. & Standl.
- Piper addisonii Yunck.
- Piper adenandrum (Miq.) C.DC.
- Piper admirabile Yunck.
- Piper adreptum Trel.
- Piper aduncum L.
- Piper aequale Vahl
- Piper aereum Trel.
- Piper affictum Trel.
- Piper afflictum Trel.
- Piper agellifolium Trel. & Yunck.
- Piper agostiniorum Steyerm.
- Piper aguadulcense Yunck.
- Piper alatabaccum Trel. & Yunck.
- Piper alatipetiolatum Yunck.
- Piper albanense Yunck.
- Piper albert-smithii Trel. & Yunck.
- Piper albiciliatum Yunck.
- Piper albidum Kunth
- Piper albogranulatum Trel.
- Piper albopapillatum Trel.
- Piper albopilosum Yunck.
- Piper albozonatum C. DC.
- Piper aleyreanum C. DC.
- Piper allardii Yunck.
- Piper alnoides Kunth
- Piper alveolatum Opiz
- Piper amalago L.
- Piper amapense Yunck.
- Piper amboinense (Miq.) C. DC.
- Piper amoenum Yunck.
- Piper amparoense Yunck.
- Piper amphitrichum Trel.
- Piper amplectenticaule Trel. & Yunck.
- Piper amplum (Kunth) Steud.
- Piper anastylum Trel.
- Piper andreanum C. DC.
- Piper androgynum C. DC.
- Piper angamarcanum C. DC.
- Piper anisum (Spreng.) Angely
- Piper annulatispicum Trel. & Yunck.
- Piper anonifolium (Kunth) Steud.
- Piper anonymum Trel.
- Piper anostachyum Yunck.
- Piper antioquiense C. DC.
- Piper apodum Trel.
- Piper appendiculatum (Benth.) C. DC.
- Piper apurimacanum Trel.
- Piper apus Trel.
- Piper aramanum C. DC.
- Piper araneatum Trel.
- Piper arbelaezii Trel. & Yunck.
- Piper arborescens Roxb.
- Piper arboreum Aubl.
- Piper arduum Trel.
- Piper areolatum (Miq.) C. DC.
- Piper argentamentum Trel. & Yunck.
- Piper argyritis Ridl. ex C.DC.
- Piper armatum Trel. & Yunck.
- Piper arnottianum (Miq.) C. DC.
- Piper arrectispicum Trel.
- Piper arreptum Trel.
- Piper artanthe C.DC.
- Piper artanthopse C. DC.
- Piper arunachalensis Gajurel, Rethy & Y. Kumar
- Piper ascendentispicum Trel.
- Piper asclepiadifolium Trel.
- Piper asperilimbum C.DC.
- Piper asperiusculum Kunth
- Piper asperulibaccum C. DC.
- Piper asplundii Yunck.
- Piper asterocarpum Trel.
- Piper asterotrichum C. DC.
- Piper asymmetricum C.DC.
- Piper atrobaccum Trel. & Yunck.
- Piper atroglandulosum Tebbs
- Piper attenuatamentum Trel.
- Piper attenuatum Buch.-Ham. ex Miq.
- Piper augustum Rudge
- Piper auriculifolium Yunck.
- Piper auritum Kunth
- Piper austrosinense Y.Q. Tseng
- Piper avellanum (Miq.) C.DC.
- Piper azuaiense Yunck.
- Piper azupizuanum Trel.

## B
- Piper baccans (Miq.) C.DC.
- Piper baezanum Sodiro ex C. DC.
- Piper baezense Trel.
- Piper bahianum Yunck.
- Piper bahiense (C. Presl) C. DC.
- Piper bajanum Trel. & Yunck.
- Piper balsapuertanum Trel.
- Piper bambusifolium Y.Q. Tseng
- Piper bangii C. DC.
- Piper barbatum Kunth
- Piper barbicuspe Trel.
- Piper barbosanum Trel. & Yunck.
- Piper barbulantherum Trel.
- Piper barcoense Yunck.
- Piper barretoi Yunck.
- Piper bartlingianum (Miq.) C.DC.
- Piper basilobatum Trel. & Yunck.
- Piper begoniiforme Yunck.
- Piper bellidifolium Yunck.
- Piper belloi Yunck.
- Piper bellum Yunck.
- Piper belterraense Yunck.
- Piper bennettianum C. DC.
- Piper berlandieri C. DC.
- Piper bermejanum Trel. & Yunck.
- Piper berryi Steyerm.
- Piper berteroanum C. DC.
- Piper betle L.
- Piper biauritum C.DC.
- Piper biolleyi C.DC.
- Piper biritak Trel. & Standl.
- Piper bisasperatum Trel.
- Piper biseriatum C.DC.
- Piper blanchetii (Miq.) C. DC.
- Piper blattarum Spreng.
- Piper boehmeriifolium (Miq.) Wall. ex C. DC.
- Piper bogotense C.DC.
- Piper boissierianum C. DC.
- Piper boivinii C. DC.
- Piper bolivaranum Yunck.
- Piper bolivianum C. DC.
- Piper bonii C. DC.
- Piper boquetense Yunck.
- Piper boquianum Trel. & Yunck.
- Piper borbonense (Miq.) C. DC.
- Piper bosnicanum C.DC.
- Piper botterii C. DC.
- Piper bowiei Yunck.
- Piper brachipilum Yunck.
- Piper brachypetiolatum Yunck.
- Piper brachypodon (Benth.) C. DC.
- Piper brachypus Trel.
- Piper brachystylum Trel.
- Piper brachytrichum Trel.
- Piper bradei Yunck.
- Piper brasiliense C. DC.
- Piper bredemeyeri J.Jacq.
- Piper brevesanum Yunck.
- Piper brevestrigillosum Trel.
- Piper brevilimbum C. DC.
- Piper brevipedicellatum Bornst.
- Piper brevipedunculatum C. DC.
- Piper brevispicum C. DC.
- Piper brisasense Yunck.
- Piper brongniartii (Miq.) C. DC.
- Piper brownsbergense Yunck.
- Piper bullatifolium Sodiro
- Piper bullatilimbum C. DC.
- Piper bullosum C. DC.

## C
- Piper caballocochanum Trel.
- Piper cabralanum C. DC.
- Piper cachimboense Yunck.
- Piper cadenaensis Tebbs
- Piper cajamarcanum Yunck.
- Piper cajambrense Trel. & Yunck.
- Piper caladiifolium (Miq.) C. DC.
- Piper calamistratum Trel.
- Piper calanyanum Trel. & Yunck.
- Piper calcariforme Tebbs
- Piper calceolarium C.DC.
- Piper caldasianum (Miq.) Yunck.
- Piper caldense C. DC.
- Piper callcanense Trel.
- Piper callosum Ruiz & Pav.
- Piper calophyllum C. DC.
- Piper calvescentinerve Trel.
- Piper calvibaccum Trel.
- Piper cambessedesii (Miq.) C. DC.
- Piper camiloi Trel. & Yunck.
- Piper campanum Yunck.
- Piper camphoriferum C. DC.
- Piper campii Yunck.
- Piper canaliculum Tebbs
- Piper canavillosum Steyerm.
- Piper candollei Sodiro
- Piper canescenticaule Trel.
- Piper caninum Blume
- Piper capense L.f.
- Piper capillipes Trel. & Yunck.
- Piper capillistipes Trel.
- Piper capitarianum Yunck.
- Piper caracasanum Bredem. ex Link
- Piper caracolanum C. DC.
- Piper cararense Trel. & Yunck.
- Piper carizalanum C. DC.
- Piper carlosii Trel. & Yunck.
- Piper carniconnectivum C. DC.
- Piper carpinifolium (C. Presl) C. DC.
- Piper carpinteranum C.DC.
- Piper carpunya Ruiz & Pav.
- Piper carrapanum Trel.
- Piper carrilloanum C.DC.
- Piper casapiense (Miq.) C. DC.
- Piper cascajalanum C. DC.
- Piper cassinoides Opiz
- Piper casteloense Yunck.
- Piper castroanum Trel. & Yunck.
- Piper cathayanum M.G. Gilbert & N.H. Xia
- Piper cativalense Trel.
- Piper caucaense Yunck.
- Piper cavalcantei Yunck.
- Piper cavendishioides Trel. & Yunck.
- Piper cejanum Trel. & Yunck.
- Piper celer Trel.
- Piper celsum Trel.
- Piper celtidiforme Opiz
- Piper cenocladum C.DC.
- Piper centroense Trel. & Yunck.
- Piper ceramicum (Miq.) C. DC.
- Piper cernuum Vell.
- Piper cerronianum Steyerm.
- Piper certeguiense Trel. & Yunck.
- Piper chalhuapuquianum Trel.
- Piper chamissonis (Miq.) Steud.
- Piper chanchamayanum Trel.
- Piper changuinolanum Trel.
- Piper chaudocanum C. DC.
- Piper chavicoide (Miq.) C. DC.
- Piper chiadoense Yunck.
- Piper chiangdaoense Suwanph. & Chantar.
- Piper chimborazoense Yunck.
- Piper chimonanthifolium (Kunth) Kunth ex Steud.
- Piper chinantlense M. Martens & Galeotti
- Piper chinense Miq.
- Piper chiquihuitense Trel. & Standl.
- Piper chromatolepis Trel.
- Piper chrysoneurum Trel.
- Piper chrysostachyum C.DC.
- Piper chumboense Yunck.
- Piper churruyacoanum Trel. & Yunck.
- Piper churumayu Ruiz & Pav.
- Piper cicatriculosum Trel. & Yunck.
- Piper cihuatlanense Bornst.
- Piper cililimbum Yunck.
- Piper ciliomarginatum Görts & Christenh.
- Piper cinereum C. DC.
- Piper cingens C. DC.
- Piper ciniflonis Trel.
- Piper cirratum Trel.
- Piper cisnerosense Trel. & Yunck.
- Piper cispontinum Trel.
- Piper clathratum C. DC.
- Piper claudii C. DC.
- Piper claussenianum (Miq.) C. DC.
- Piper coariense Yunck.
- Piper cobarianum Trel. & Yunck.
- Piper cocornanum Trel. & Yunck.
- Piper coeloneurum Diels
- Piper coilostachyum C. DC.
- Piper colipanum C. DC.
- Piper colligatispicum Trel. & Yunck.
- Piper collinum C.DC.
- Piper colon-insulae Trel.
- Piper colonense C.DC.
- Piper colotlipanense Bornst.
- Piper comasense Trel.
- Piper come Trel. & Standl.
- Piper commutatum Steud.
- Piper concinnatoris Yunck.
- Piper concretiflorum C. DC.
- Piper conditum Trel.
- Piper condotoense Trel. & Yunck.
- Piper conejoense Trel. & Yunck.
- Piper confertinodum (Trel. & Yunck.) M.A. Jaram. & R. Callejas P.
- Piper confusionis Trel.
- Piper conispicum Trel.
- Piper conquistanum Yunck.
- Piper consanguineum (Kunth) Steud.
- Piper constipatispicum Trel.
- Piper contamanum Trel.
- Piper controversum Steud.
- Piper coralfalgense C. DC.
- Piper corcovadensis (Miq.) C. DC.
- Piper cordatum C. DC.
- Piper cordiforme Steyerm.
- Piper cordilimbum C. DC.
- Piper cordillerianum C. DC.
- Piper cordovanum C. DC.
- Piper cordulatum C. DC.
- Piper coriaceilimbum C. DC.
- Piper corintoananum Yunck.
- Piper corintoanum Yunck.
- Piper cornifolium Kunth
- Piper coronanum Trel. & Standl.
- Piper corpulentispicum Trel. & Yunck.
- Piper corrugatum Kuntze
- Piper corte-scabrum Trel.
- Piper coruscans Kunth
- Piper corylistachyon (Miq.) C. DC.
- Piper costatum C. DC.
- Piper cowanii (Yunck.) Yunck.
- Piper crassinervium Kunth
- Piper crassipedunculum Yunck.
- Piper crassispicatum Opiz
- Piper crassistilum Yunck.
- Piper crebrinodum C.DC.
- Piper crenatifolium Trel. & Yunck.
- Piper crenulatum Steyerm.
- Piper cristinanum Trel. & Standl.
- Piper crocatum Ruiz & Pav.
- Piper cryptopodon C. DC.
- Piper cubataonum C.DC.
- Piper cumanense Kunth
- Piper cumaralense C.DC.
- Piper cumbasonum C. DC.
- Piper cumbotianum C.DC.
- Piper cuniculorum Trel. & Yunck.
- Piper cunninghamii Yunck.
- Piper cupreatum Trel.
- Piper curtirachis W.C. Burger
- Piper curtispicum C. DC.
- Piper curtistilum C. DC.
- Piper curvatipes Trel.
- Piper curvatum Ruiz & Pav.
- Piper curvinervium R. Callejas P. & Betancur
- Piper cuspidibracteatum Yunck.
- Piper cuspidilimbum C. DC.
- Piper cuspidispicum Trel.
- Piper cutucuense Yunck.
- Piper cuyabanum C. DC.
- Piper cuyunianum Steyerm.
- Piper cyphophyllopse Trel. & Yunck.
- Piper cyprium Trel. & Yunck.
- Piper cyrtopodon C. DC.

## D
- Piper dactylostigmum Yunck.
- Piper daedalum Trel.
- Piper daguanum C. DC.
- Piper damiaoshanense Y.Q. Tseng
- Piper daniel-gonzalezii Trel.
- Piper darienense C.DC.
- Piper dasyoura (Miq.) C. DC.
- Piper dasypodum (Miq.) C. DC.
- Piper davidsonii Yunck.
- Piper deamii Trel.
- Piper decipiens (Miq.) C. DC.
- Piper decurrens C.DC.
- Piper deductum Trel.
- Piper deliciasanum Steyerm.
- Piper delineatum Trel.
- Piper demeraranum (Miq.) C.DC.
- Piper demoratum Trel.
- Piper dendropse Trel.
- Piper dennisii Trel.
- Piper densiciliatum Yunck.
- Piper denudans (Miq.) C. DC.
- Piper descourtilsianum C. DC.
- Piper desultorium Trel.
- Piper dichotomum Ruiz & Pav.
- Piper dichroostachyum Trel. & Yunck.
- Piper diffamatum Trel. & Yunck.
- Piper diffundum Yunck.
- Piper diguaense Yunck.
- Piper dilatatum Rich.
- Piper dimetrale C. DC.
- Piper dimidiatum (C. Presl) C. DC.
- Piper diospyrifolium Kunth
- Piper discriminatum Trel. & Yunck.
- Piper disjunctum C. DC.
- Piper disparipilum C. DC.
- Piper distichum Trel. & Yunck.
- Piper distigmatum Yunck.
- Piper divaricatum G.Mey.
- Piper divergens (C. Presl) C. DC.
- Piper diversifolium (Kunth) Poir.
- Piper diversipilum Trel.
- Piper divortans Trel. & Yunck.
- Piper divulgatum Trel. & Yunck.
- Piper dodsonii Yunck.
- Piper dogotense C. DC.
- Piper dolichostachyum M.G. Gilbert & N.H. Xia
- Piper dolichostylum R. Callejas P. & Betancur
- Piper dolichotrichum Yunck.
- Piper dombeyanum (Miq.) C. DC.
- Piper dotanum Trel.
- Piper dryadum C. DC.
- Piper duckei C. DC.
- Piper dukei Yunck.
- Piper dulce Trel.
- Piper dumosum Rudge
- Piper dunstervilleorum Steyerm.
- Piper durilignum C. DC.
- Piper durvilleanum Trel.

## E
- Piper ecallosum Trel.
- Piper echinocaule Yunck.
- Piper ecuadorense Sodiro
- Piper edurum Trel.
- Piper edwallii Yunck.
- Piper el-bancoanum Trel. & Yunck.
- Piper el-caranyanum Trel. & Yunck.
- Piper el-paramoense Yunck.
- Piper ellipticifolium Yunck.
- Piper emmerichianum Yunck.
- Piper emygdioi Yunck.
- Piper enckea C. DC.
- Piper enckeaespicum (Trel. & Yunck.) R. Callejas P.
- Piper endlicherianum Trel.
- Piper enenyasense Trel.
- Piper enganyanum Trel. & Yunck.
- Piper entradense Trel. & Yunck.
- Piper epigynium C. DC.
- Piper epunctatum Trel.
- Piper erectipilum Yunck.
- Piper eriocladum Sodiro
- Piper eriopodon (Miq.) C.DC.
- Piper erubescentispica Trel.
- Piper escaleranum C. DC.
- Piper esperancanum Yunck.
- Piper eucalyptifolium Rudge
- Piper eucalyptiphyllum C.DC.
- Piper eustylum Diels
- Piper evingeri Yunck.
- Piper ewanii Yunck.
- Piper exactum Trel. & Standl.
- Piper excavatum Ruiz & Pav.
- Piper excessum Trel.
- Piper exiguicaule Yunck.
- Piper expolitum Trel.
- Piper externum Trel.

## F
- Piper factum Trel.
- Piper faecatum Trel.
- Piper fagifolium Trel.
- Piper falanense Trel. & Yunck.
- Piper falcispicum Yunck.
- Piper falculispicum Trel. & Yunck.
- Piper fallenii A.H. Gentry
- Piper fallens Trel.
- Piper fanshawei Yunck.
- Piper faroense Yunck.
- Piper fastiditum Trel. & Yunck.
- Piper ferreyrae Yunck.
- Piper filistilum C. DC.
- Piper fimbriulatum C.DC.
- Piper firmum (Miq.) C. DC.
- Piper flagellicuspe Trel. & Yunck.
- Piper flavicans C. DC.
- Piper flavidum C. DC.
- Piper flaviflorum C. DC.
- Piper flavoviride C.DC.
- Piper flongatum Vahl
- Piper fockei Trel. & Yunck.
- Piper fonteboanum Yunck.
- Piper formosum (Miq.) C. DC.
- Piper fortalezanum Trel.
- Piper fortunaense Tebbs
- Piper fortunyoanum Trel.
- Piper foveolatum Kunth ex C.DC.
- Piper fragile Benth.
- Piper franciscanum Trel.
- Piper francovilleanum C.DC.
- Piper fresnoense Trel. & Yunck.
- Piper friedrichsthalii C.DC.
- Piper froesii Yunck.
- Piper fulgentifolium Yunck.
- Piper fulgidum Yunck.
- Piper fuligineum Kunth
- Piper fuliginosum Sodiro
- Piper fulvescenticaule Trel.
- Piper fundacionense Steyerm.
- Piper fusagasuganum Trel. & Yunck.
- Piper fuscispicum Trel.
- Piper futuri Trel. & Yunck.

## G
- Piper gabrielianum (Miq.) C. DC.
- Piper galeatum (Miq.) C. DC.
- Piper galeottianum M. Martens & Galeotti
- Piper galicianum Steyerm.
- Piper garagaranum C. DC.
- Piper gaudichaudianum (Kunth) Kunth ex Steud.
- Piper gaumeri Trel.
- Piper gentryi Steyerm.
- Piper georginum Trel. & Standl.
- Piper gibbosum C.DC.
- Piper gilvescens Trel.
- Piper gilvibaccum Trel.
- Piper giordanoi E.F.Guim. & D.Monteiro
- Piper glabratum (Kunth) Steud.
- Piper glabrescens (Miq.) C.DC.
- Piper glabribaccum Trel.
- Piper glabribracteum Yunck.
- Piper glabrius Trel.
- Piper glabrum Mill.
- Piper glanduligerum C.DC.
- Piper glandulosissimum Yunck.
- Piper glaucescens Jacq.
- Piper goeldii C. DC.
- Piper goesii Yunck.
- Piper gonocarpum Trel.
- Piper gorgonillense Trel. & Yunck.
- Piper gracile Ruiz & Pav.
- Piper graciliramosum Yunck.
- Piper grande Vahl
- Piper grantii Yunck.
- Piper granuligerum Trel.
- Piper granulosum Ruiz & Pav.
- Piper gratum Trel.
- Piper griseocaule Trel.
- Piper griseolimbum Trel. & Yunck.
- Piper griseum C. DC.
- Piper guacimonum (C. DC.) Trel.
- Piper gualeanum C. DC.
- Piper guanacostense C. DC.
- Piper guapense Yunck.
- Piper guatopoense Yunck.
- Piper guayasanum C. DC.
- Piper guazacapanense Trel. & Standl.
- Piper guianense (Klotzsch) C.DC.
- Piper guineense Schumach. & Thonn.
- Piper gurupanum Yunck.
- Piper gutierrezii Yunck.

## H
- Piper hainanense Hemsl.
- Piper hancei Maxim.
- Piper harlingii Yunck.
- Piper hartwegianum (Benth.) C. DC.
- Piper hassleri C.DC.
- Piper hatschbachii Yunck.
- Piper haughtii Trel. & Yunck.
- Piper hayneanum C. DC.
- Piper hebetifolium W.C.Burger
- Piper hederaceum (Miq.) C. DC.
- Piper heimii C. DC.
- Piper hemmendorffii C. DC.
- Piper heptandrum (Miq.) C. DC.
- Piper hermannii Trel. & Yunck.
- Piper hermes Trel. & Standl.
- Piper hermosanum Yunck.
- Piper herrerae Trel.
- Piper heterobracteum Steyerm.
- Piper heterocarpum Trel.
- Piper heterophyllum Ruiz & Pav.
- Piper heterotrichum C. DC.
- Piper hexandrum C. DC.
- Piper heydei C. DC.
- Piper hieronymi C. DC.
- Piper hillianum C. DC.
- Piper hippocrepiforme Steyerm.
- Piper hirtellipetiolum C. DC.
- Piper hirtilimbum Trel. & Yunck.
- Piper hirtulum (C. Presl) C. DC.
- Piper hispidum Sw.
- Piper hochiense Y.Q. Tseng
- Piper hodgei Yunck.
- Piper hoehnei Yunck.
- Piper holdridgeianum W.C.Burger
- Piper holtii Trel. & Yunck.
- Piper holtonii C.DC.
- Piper hondonadense Trel. & Yunck.
- Piper hongkongense C. DC.
- Piper hooglandii (I. Hutton & P.S. Green) M.A. Jaram.
- Piper hookerianum (Miq.) C. DC.
- Piper hostmannianum (Miq.) C.DC.
- Piper huacachianum Trel.
- Piper huacapistanum Trel.
- Piper huallaganum Trel.
- Piper huantanum Trel.
- Piper huanucanum Trel.
- Piper huegelianum (Miq.) Miq.
- Piper huigranum Trel. & Yunck.
- Piper huilanum C. DC.
- Piper humaytanum Yunck.
- Piper humillimum C. DC.
- Piper humistratum Görts & K.U. Kramer
- Piper hydrolapathum C. DC.
- Piper hylebates C. DC.
- Piper hylophilum C. DC.
- Piper hymenopodum Sodiro
- Piper hypoleucum Sodiro

## I
- Piper ilheusense Yunck.
- Piper illautum Trel.
- Piper imberbe Trel. & Standl.
- Piper immite Trel.
- Piper immutatum Trel.
- Piper imperiale (Miq.) C.DC.
- Piper inaequale C. DC.
- Piper inauspicatum Trel.
- Piper inclemens Trel. & Yunck.
- Piper incomptum Trel.
- Piper indecorum Kunth
- Piper indianonum Trel.
- Piper indiciflexum Trel.
- Piper infossibaccatum A. Huang
- Piper infossum Y.Q. Tseng
- Piper infraluteum Trel.
- Piper insectifugum C.DC. ex Seem.
- Piper insignilaminum Trel. & Yunck.
- Piper instabilipes Trel.
- Piper interitum Trel.
- Piper interruptum Opiz
- Piper intonsum Trel.
- Piper iquitosense Trel.
- Piper irazuanum C.DC.
- Piper itatiaianum C.DC.
- Piper itayanum Trel.
- Piper ivonense Yunck.
- Piper ixocubvainense Standl. & Steyerm.

## J
- Piper jaboncillanum Trel. & Yunck.
- Piper jacquemontianum Kunth
- Piper japurense (Miq.) C. DC.
- Piper jauaense Steyerm.
- Piper javariense Yunck.
- Piper javitense Kunth
- Piper jubimarginatum Yunck.
- Piper julianii Callejas
- Piper jumayense Trel. & Standl.

## K
- Piper kadsura (Choisy) Ohwi
- Piper kanehiranum Trel.
- Piper kappleri C. DC.
- Piper karwinskianum (Kunth) Kunth ex C. DC.
- Piper kawakamii Hayata
- Piper kegelianum (Miq.) C.DC.
- Piper kegelii C. DC.
- Piper kimpitirikianum Trel.
- Piper kleinii Yunck.
- Piper klotzschianum (Kunth) C. DC.
- Piper klugianum Trel.
- Piper klugii Yunck.
- Piper krukoffii Yunck.
- Piper kuhlmannii Yunck.
- Piper kunthii (Miq.) C. DC.
- Piper kwashoense Hayata

## L
- Piper la-doradense Trel. & Yunck.
- Piper lacunosum Kunth
- Piper laetispicum C. DC.
- Piper laetum (Kunth) C. DC.
- Piper laevicarpum Yunck.
- Piper laevigatum Kunth
- Piper lagenaebaccum Trel.
- Piper lagoaense C.DC.
- Piper laguna-cochanum Trel. & Yunck.
- Piper lagunaense Trel. & Yunck.
- Piper lamasense Trel.
- Piper lanceifolium Kunth
- Piper lanceolatum Ruiz & Pav.
- Piper lanciferum Standl. & Steyerm.
- Piper lancilimbum Yunck.
- Piper lanosicaule Trel.
- Piper lapathifolium (Kunth) Steud.
- Piper late-ovatum Trel.
- Piper lateripilosum Yunck.
- Piper latibracteum C. DC.
- Piper latifolium L. f.
- Piper laurinum Roem. & Schult.
- Piper lawrancei Trel. & Yunck.
- Piper lechlerianum C. DC.
- Piper lehmannianum (Miq.) C. DC.
- Piper lemaense Yunck.
- Piper leptocladum C. DC.
- Piper lepturum Kunth
- Piper leticianum C. DC.
- Piper leucophaeocaule Trel.
- Piper leucophaeum Trel.
- Piper leucophyllum (Miq.) C. DC.
- Piper leucostachyum Trel. & Yunck.
- Piper lhotzkyanum Kunth
- Piper liebmannii C. DC.
- Piper liesneri Steyerm.
- Piper limae Yunck.
- Piper limosum Yunck.
- Piper lindbergii C. DC.
- Piper lindenii (Miq.) C. DC.
- Piper lineatipilosum Yunck.
- Piper lineativillosum Trel. & Yunck.
- Piper lineatum Ruiz & Pav.
- Piper lineolatifolium Trel. & Yunck.
- Piper lingshuiense Y.Q. Tseng
- Piper linguliforme Steyerm.
- Piper littorale C. DC.
- Piper llatanum Trel.
- Piper loefgrenii Yunck.
- Piper longeacuminatum Trel.
- Piper longepetiolatum (C. DC.) Trel.
- Piper longepilosum C. DC.
- Piper longestamineum Trel.
- Piper longestylosum C. DC.
- Piper longiappendiculatum Steyerm.
- Piper longicaudatum Trel. & Yunck.
- Piper longichaetum Yunck.
- Piper longifolium Ruiz & Pav.
- Piper longipes C. DC.
- Piper longispicum C.DC.
- Piper longivillosum Trel. & Yunck.
- Piper longum L.
- Piper loretoanum Trel.
- Piper losoense Trel. & Yunck.
- Piper lucaeanum Kunth
- Piper lucigaudens C. DC.
- Piper lundii C.DC.
- Piper lunulibracteatum C. DC.

## M
- Piper macapaense Yunck.
- Piper macbrideanum Trel.
- Piper macedoi Yunck.
- Piper macerispicum Trel. & Yunck.
- Piper machupicchuense Trel.
- Piper macropiper Pennant
- Piper macropodum C. DC.
- Piper macrorhynchon (Miq.) C. DC.
- Piper macrostachyum (C. Presl) C. DC.
- Piper macrotrichum C. DC.
- Piper madagascariensis (Miq.) C. DC.
- Piper madeiranum Yunck.
- Piper magnantherum C.DC.
- Piper magnificum Trel.
- Piper majusculum Blume
- Piper malacophyllum (C.Presl) C.DC.
- Piper malifolium Trel.
- Piper malpasoensis Tebbs
- Piper mamorense Yunck.
- Piper manabinum C. DC.
- Piper manausense Yunck.
- Piper mansericheanum Trel.
- Piper mapirense C. DC.
- Piper maranyonense Trel.
- Piper marequitense C. DC.
- Piper margaritatum Trel.
- Piper marginatum Jacq.
- Piper marsupiiferum Trel.
- Piper martensianum C.DC.
- Piper martinense Trel.
- Piper marturetense Trel. & Yunck.
- Piper mastersianum C. DC.
- Piper mathewsii C. DC.
- Piper matudae Lundell
- Piper maxonii C.DC.
- Piper mazamariense Yunck.
- Piper mcvaughii Bornst.
- Piper medinaense Yunck.
- Piper mediocre C. DC.
- Piper melanocladum C. DC.
- Piper melanostictum (Miq.) C. DC.
- Piper melastomoides Schltdl. & Cham.
- Piper melchior (Sykes) M.A. Jaram.
- Piper mellibracteaum Trel.
- Piper mendezense Yunck.
- Piper mercedense Trel.
- Piper mercens Yunck.
- Piper metanum Trel. & Yunck.
- Piper metapalcoensis C. DC.
- Piper methysticum G.Forst.
- Piper mexiae Trel. & Yunck.
- Piper mexicanum (Miq.) DC.
- Piper michelianum C. DC.
- Piper microstachyum Vahl
- Piper microstigma (Miq.) C. DC.
- Piper microtrichum C. DC.
- Piper miersinum (Miq.) C. DC.
- Piper miguel-conejoanum Trel. & Yunck.
- Piper mikaniaefolium Trel.
- Piper mikanianum (Kunth) Steud.
- Piper millegranum Yunck.
- Piper millepunctulatum Trel. & Yunck.
- Piper minasarum Steyerm.
- Piper miniatum (Miq.) Blume
- Piper minutantherum C. DC.
- Piper minute-scabiosum Trel.
- Piper miquelianum C.DC.
- Piper misantlense C. DC.
- Piper mischocarpum Y.Q. Tseng
- Piper mishuyacuense Trel.
- Piper mite Ruiz & Pav.
- Piper mitifolium Trel.
- Piper mituense Trel. & Yunck.
- Piper moccomocco Trel.
- Piper mocoanum Trel. & Yunck.
- Piper modestum (Miq.) C. DC.
- Piper moense C. DC.
- Piper mohomoho C. DC.
- Piper mollicomum (Kunth) Kunth ex Steud.
- Piper mollipilosum C. DC.
- Piper molliusculum Sodiro
- Piper monagasense Yunck.
- Piper monostigmum C. DC.
- Piper montanum C. DC.
- Piper montealegreanum Yunck.
- Piper monurum Trel. & Yunck.
- Piper monzonense C. DC.
- Piper morilloi Steyerm.
- Piper morisonianum C.DC.
- Piper moritzianum (Miq.) C. DC.
- Piper mosaicum Steyerm.
- Piper moscopanense Yunck.
- Piper mosenii C. DC.
- Piper mourai Yunck.
- Piper moyobambanum Trel.
- Piper muelleri C. DC.
- Piper mullesua Buch.-Ham. ex D. Don
- Piper multiforme Trel. & Yunck.
- Piper multimammosum Trel.
- Piper multinodum C. DC.
- Piper multiplinervium C.DC.
- Piper multitudinis Trel.
- Piper munchanum C.DC.
- Piper mundum Trel.
- Piper munyanum Trel.
- Piper musteum Trel.
- Piper mutabile C. DC.

## N
- Piper nanayanum Trel.
- Piper nanegalense Trel. & Yunck.
- Piper napo-pastazanum Trel. & Yunck.
- Piper nasutum Trel.
- Piper neblinanum Yunck.
- Piper nebuligaudens Yunck.
- Piper neesianum C. DC.
- Piper neglectum Trel.
- Piper negroense C. DC.
- Piper nematanthera C. DC.
- Piper nemorense C. DC.
- Piper nervulosum C. DC.
- Piper nigribaccum C. DC.
- Piper nigriconnectivum C. DC.
- Piper nigrispicum C. DC.
- Piper nigropunctatum C. DC.
- Piper nigrum L.
- Piper niteroiense Yunck.
- Piper nobile C.DC.
- Piper novo-granatense C. DC.
- Piper novogalicianum Bornst.
- Piper nubigenum Kunth
- Piper nudibaccatum Y.Q. Tseng
- Piper nudifolium C.DC.
- Piper nudilimbum C. DC.
- Piper nudum C. DC.
- Piper nuncupatum Trel.

## O
- Piper oaxacanum C. DC.
- Piper obesum Vahl
- Piper oblancifolium Yunck.
- Piper obliquum Ruiz & Pav.
- Piper oblongatifolium Trel.
- Piper oblongatilimbum Trel.
- Piper oblongatum Opiz
- Piper oblongifolium (Klotzsch) C. DC.
- Piper oblongum Kunth
- Piper obovatifolium Trel.
- Piper obovatum Vahl
- Piper obrutum Trel. & Yunck.
- Piper obtusilimbum C. DC.
- Piper oculatispicum Trel.
- Piper offensum Trel.
- Piper ollantaitambanum Trel.
- Piper opizianum Fuernr.
- Piper opizii (Kunth) Steud.
- Piper oradendron Trel. & Standl.
- Piper orizabanum C. DC.
- Piper ornithorhynchum Trel.
- Piper oroense Yunck.
- Piper ospinense Trel. & Yunck.
- Piper ostii Trel.
- Piper otophorum C.DC.
- Piper otto-huberi Steyerm.
- Piper ottoniifolium C. DC.
- Piper ottonoides Yunck.
- Piper ovantherum C. DC.
- Piper ovatilimbum C. DC.
- Piper ovatum Vahl
- Piper oxyphyllum C. DC.
- Piper oxystachyum C. DC.

## P
- Piper pachoanum C. DC.
- Piper pachyphloium C. DC.
- Piper pachyphyllum Baker
- Piper padifolium (Kunth) C. DC.
- Piper paganicum Trel.
- Piper palestinanum Trel. & Yunck.
- Piper pallididorsum Trel.
- Piper paludosum C. DC.
- Piper pamploanum Trel. & Yunck.
- Piper pandoense Yunck.
- Piper papillicaule Trel. & Yunck.
- Piper papilliferum Steyerm.
- Piper paraense (Miq.) C. DC.
- Piper paraguassuanum C. DC.
- Piper paraisense Trel.
- Piper paralaevigatum Trel.
- Piper paramaribense C. DC.
- Piper paranum Yunck.
- Piper parapeltobryon Trel.
- Piper parcum Trel. & Yunck.
- Piper parianum Yunck.
- Piper parmatum Dressler
- Piper parvicordulatum Trel.
- Piper pastasanum Diels
- Piper patens Opiz
- Piper patentifolium Trel.
- Piper patulum Bertol.
- Piper patzulinum Trel. & Standl.
- Piper paucartamboanum Trel.
- Piper paucipilosum Yunck.
- Piper pauciramosum Yunck.
- Piper paulianifolium Trel.
- Piper pavonii (Miq.) C.DC.
- Piper payanum Yunck.
- Piper pebasense Trel.
- Piper peculiare Trel. & Yunck.
- Piper pedicellatum C. DC.
- Piper pedunculare (Miq.) C. DC.
- Piper pellitum C. DC.
- Piper peltatum L.
- Piper peltilimbum Yunck.
- Piper penangense (Miq.) C. DC.
- Piper pendentispicum Trel. & Yunck.
- Piper pendulirameum Trel. & Yunck.
- Piper penyasense Trel. & Yunck.
- Piper peracuminatum C.DC.
- Piper perareolatum C. DC.
- Piper perbrevicaule Yunck.
- Piper perbrevispicum Yunck.
- Piper perciliatum Trel. & Yunck.
- Piper percostatum Yunck.
- Piper perenense Trel.
- Piper perhispidum C.DC.
- Piper perijaense Steyerm.
- Piper perlongipedunculum Trel. & Standl.
- Piper permolle Trel. & Yunck.
- Piper permucronatum Yunck.
- Piper pernigricans Trel.
- Piper pernodosum Yunck.
- Piper perobumbratum Trel.
- Piper perpunctulatum Trel.
- Piper perpurgatum Trel.
- Piper perpusillum R. Callejas P.
- Piper perscabrifolium Yunck.
- Piper perstipulare Steyerm.
- Piper perstrigosum Yunck.
- Piper persubulatum C. DC.
- Piper pertinax Trel. & Yunck.
- Piper pertomentellum Trel. & Yunck.
- Piper peruligerum Trel.
- Piper peruvianum (Miq.) C. DC.
- Piper pervelutinum Trel.
- Piper pervenosum C. DC. ex L.J. Schroed.
- Piper perverrucosum Trel. & Yunck.
- Piper pervulgatum Trel.
- Piper pervulsum Trel. & Yunck.
- Piper petens Trel.
- Piper petiolare C. DC.
- Piper philippinum Miq.
- Piper philodendroides Standl. & Steyerm.
- Piper photomorphe C. DC.
- Piper phyllostictum (Miq.) C. DC.
- Piper phytolaccifolium Opiz
- Piper picobonitoense F.G. Coe & Bornst.
- Piper piedecuestanum Trel. & Yunck.
- Piper pilgeri C.DC.
- Piper pilibracteum Trel. & Yunck.
- Piper pilirameum C. DC.
- Piper pilosissimum Yunck.
- Piper pilovarium Yunck.
- Piper piluliferifolium Trel. & Yunck.
- Piper piluliferum Kunth
- Piper pinaresanum Trel. & Yunck.
- Piper pinedoana Trel.
- Piper pinetorum Standl. & Steyerm.
- Piper pingbienense Y.Q. Tseng
- Piper pinguifolium C. DC.
- Piper pinoganense Trel.
- Piper pinuna-negroense Trel. & Yunck.
- Piper piojoanum Trel. & Yunck.
- Piper piresii Yunck.
- Piper piritubanum Yunck.
- Piper piscatorum Trel. & Yunck.
- Piper pitalitoense Yunck.
- Piper pittieri C.DC.
- Piper planadosense Trel. & Standl.
- Piper planipes Trel.
- Piper planitiei Trel. & Yunck.
- Piper platylobum Sodiro
- Piper platyphyllum (Benth.) C. DC.
- Piper pleiocarpum C.C. Chang ex Y.Q. Tseng
- Piper plurinervosum Yunck.
- Piper poasanum C.DC.
- Piper pogonioneuron Trel. & Standl.
- Piper pohlianum (Miq.) C. DC.
- Piper politaereum Trel.
- Piper politii Yunck.
- Piper politum C. DC.
- Piper polysyphonum C. DC.
- Piper polytrichum C.DC.
- Piper ponesheense C. DC.
- Piper ponganum Trel.
- Piper pontis Trel.
- Piper popayanense C. DC.
- Piper poporense Trel. & Yunck.
- Piper porveniricola Trel.
- Piper poscitum Trel. & Yunck.
- Piper positum Trel.
- Piper posusanum Trel.
- Piper potamophilum Trel. & Yunck.
- Piper pothomorphe (Miq.) C. DC.
- Piper pothophyllum Trel.
- Piper praeacutilimbum C. DC.
- Piper praesagium Trel. & Yunck.
- Piper premnospicum Tebbs
- Piper prietoi Yunck.
- Piper prismaticum C.DC.
- Piper procerum Trel.
- Piper productispicum Yunck.
- Piper propinquum C. DC.
- Piper protracticuspidatum Trel. & Yunck.
- Piper provulgatum Trel. & Yunck.
- Piper prunifolium J.Jacq.
- Piper pseudoacreanum Steyerm.
- Piper pseudoaequale Steyerm.
- Piper pseudoarboreum Yunck.
- Piper pseudoasperifolium C.DC.
- Piper pseudobarbatum C. DC.
- Piper pseudobredemeyeri Steyerm.
- Piper pseudocallosum Trel.
- Piper pseudocativalense Trel.
- Piper pseudodivulgatum Steyerm.
- Piper pseudoeucalyptifolium Trel. & Yunck.
- Piper pseudoflexuosum Trel.
- Piper pseudofuligineum C.DC.
- Piper pseudogaragaranum Trel.
- Piper pseudoglabrescens Trel. & Yunck.
- Piper pseudogrande Yunck.
- Piper pseudohastularum Steyerm.
- Piper pseudolindenii C.DC.
- Piper pseudomatico Trel.
- Piper pseudomollicomum C. DC.
- Piper pseudomunchanum Trel.
- Piper pseudoperuvianum C. DC.
- Piper pseudopopayanense Trel. & Yunck.
- Piper pseudopothifolium C.DC.
- Piper psilophyllum C. DC.
- Piper psilorhachis C.DC.
- Piper psilostachyum Kunth
- Piper pterocladum C. DC.
- Piper pteropoda (Moric.) C. DC.
- Piper puberulescens Trel.
- Piper puberuliciliatum Yunck.
- Piper puberulidrupum Yunck.
- Piper puberulilimbum C. DC.
- Piper puberulinerve C. DC.
- Piper pubibaccum C. DC.
- Piper pubicatulum C. DC.
- Piper pubinervulum C. DC.
- Piper pubiovarium Yunck.
- Piper pubistipulum C. DC.
- Piper pubisubmarginalum Yunck.
- Piper pubivaginatum Steyerm.
- Piper pulchrum C. DC.
- Piper pulleanum Yunck.
- Piper pullispicum Trel.
- Piper punctulantherum C. DC.
- Piper punctulatum Standl. & Steyerm.
- Piper puniceum Trel.
- Piper puraceanum Trel. & Yunck.
- Piper purdiei C. DC.
- Piper purulentum Trel. & Yunck.
- Piper purusanum Yunck.
- Piper pustulatum Yunck.
- Piper putumayoense Trel. & Yunck.
- Piper puyoense Yunck.
- Piper pygmaeum Yunck.
- Piper pyrifolium Vahl

## Q
- Piper quadratiovarium Yunck.
- Piper quimirianum Trel.
- Piper quitense C.DC.

## R
- Piper rafflesii (Miq.) C. DC.
- Piper raizudoanum Trel. & Yunck.
- Piper ramosense Yunck.
- Piper rarum C.DC.
- Piper rasile Trel.
- Piper recensitum Trel.
- Piper recreoense Trel.
- Piper redactum Trel.
- Piper reductipes Trel.
- Piper regale C. DC.
- Piper regnellii (Miq.) C.DC.
- Piper regresivanum Trel. & Yunck.
- Piper reinwardtianum (Miq.) C. DC.
- Piper reitzii Yunck.
- Piper relaxatum Trel.
- Piper renitens (Miq.) Yunck.
- Piper reptabundum C.DC.
- Piper resacanum Trel.
- Piper resalutatum Trel.
- Piper restio Trel.
- Piper restrictum Trel.
- Piper retalhuleuense Trel. & Standl.
- Piper reticulatum L.
- Piper retrofractum Vahl
- Piper retropilosum C. DC.
- Piper rhinostachyum Trel.
- Piper rhododendrifolium Kunth
- Piper rhytidocarpum Hook. f.
- Piper richardiifolium (Kunth) Kunth ex Steud.
- Piper riitosense Trel. & Yunck.
- Piper rinconense Trel.
- Piper rio-zulianum Trel. & Yunck.
- Piper riocajambrense Trel. & Yunck.
- Piper riocauchosanum Yunck.
- Piper riochiadoense Trel. & Yunck.
- Piper rioense Yunck.
- Piper riojanum Trel.
- Piper riomarguanum Trel. & Yunck.
- Piper rionechianum Yunck.
- Piper rivinoides Kunth
- Piper roblalense Yunck.
- Piper robleanum Trel. & Yunck.
- Piper robustipedunculum Yunck.
- Piper rogaguanum Trel.
- Piper rohrii C.DC.
- Piper ronaldii Steyerm.
- Piper roqueanum Trel.
- Piper rosei C. DC.
- Piper rubiginosum Trel.
- Piper rubribaccum Trel.
- Piper rubrum C. DC.
- Piper rude Kunth
- Piper rudgeanum (Miq.) C. DC.
- Piper rufipilum Yunck.
- Piper rugosibaccum Trel.
- Piper rugosilimbum Trel.
- Piper rugosum Lam.
- Piper rugulosum C. DC.
- Piper rumicifolium (Miq.) C. DC.
- Piper rumphii (Miq.) C. DC.
- Piper rupununianum Trel. & Yunck.
- Piper rusbyi C. DC.
- Piper rusticum Trel. & Yunck.

## S
- Piper sabaletasanum Trel. & Yunck.
- Piper sabanaense Yunck.
- Piper sacchamatesense Yunck.
- Piper sagittifer Trel.
- Piper sagittifolium C. DC.
- Piper saldanhae Yunck.
- Piper salentoi Trel. & Yunck.
- Piper salgaranum Trel. & Yunck.
- Piper salicifolium Vahl
- Piper saloyanum Trel. & Yunck.
- Piper sambuanum C. DC.
- Piper sampaioi Yunck.
- Piper san-luisense Trel.
- Piper san-vicentense Trel. & Yunck.
- Piper sanandresense Trel. & Yunck.
- Piper sancti-felicis Trel.
- Piper sanctum (Miq.) Schltdl. ex C.DC.
- Piper sandianum C. DC.
- Piper sangorianum C. DC.
- Piper sanmartinense Trel. & Yunck.
- Piper sanmiguelense Trel. & Yunck.
- Piper sannicolasense Trel.
- Piper sanramonense Trel.
- Piper sanroqueanum Trel.
- Piper santabarbaranum Trel.
- Piper santae-clarae Standl. & Steyerm.
- Piper santaritanum Trel.
- Piper sapotoanum Trel.
- Piper sapotoyacuense Trel.
- Piper sararense Trel. & Yunck.
- Piper sarmentosum Roxb.
- Piper satisfactum Trel.
- Piper savanense C. DC.
- Piper scabiosifolium Trel.
- Piper scabrellum Yunck.
- Piper scabridulicaule Trel.
- Piper scabridulilimbum Trel. & Yunck.
- Piper scalariforme Trel.
- Piper scalarispicum Trel.
- Piper scandenticaule Yunck.
- Piper scansum Trel. & Yunck.
- Piper schachii (Miq.) C. DC.
- Piper schenckii C.DC.
- Piper schiedeanum Steud.
- Piper schippianum Trel.
- Piper schlechtendahlianum (Miq.) C. DC.
- Piper schlechtendalii Steud.
- Piper schlimii C.DC.
- Piper schottii (Miq.) C. DC.
- Piper schunkeanum Trel.
- Piper schuppii A.H. Gentry
- Piper schwackei C. DC.
- Piper sciaphilum C. DC.
- Piper sclerocladum C. DC.
- Piper sclerophloeum C.DC.
- Piper scutaespicum Trel.
- Piper scutifolium Yunck.
- Piper scutilimbum C. DC.
- Piper sebastianum Yunck.
- Piper secundum Ruiz & Pav.
- Piper sellertianum Trel.
- Piper semicordulatum Trel.
- Piper semicrudum Trel.
- Piper semiimmersum C. DC.
- Piper semimetrale C. DC.
- Piper seminervosum Trel. & Yunck.
- Piper seminitidulum Trel.
- Piper semiplenum Trel.
- Piper semitarium Trel. & Yunck.
- Piper semperflorens C. DC.
- Piper sempervirens (Trel.) Lundell
- Piper senporeiense Yamam.
- Piper septuplinervium (Miq.) C. DC.
- Piper sericeonervosum Trel.
- Piper serotinum Trel.
- Piper serpavillanum Trel.
- Piper serrulatum Yunck.
- Piper setigerum Trel.
- Piper setosum Trel. & Yunck.
- Piper setulosum Trel.
- Piper sierra-aroense Steyerm.
- Piper silvaense Yunck.
- Piper silvarum C. DC.
- Piper silvigaudens Yunck.
- Piper silvivagum C. DC.
- Piper sintenense Hatus.
- Piper sinuclausum Trel.
- Piper sinugaudens C. DC.
- Piper skutchii Trel. & Yunck.
- Piper sneidernii Yunck.
- Piper snethlagei Yunck.
- Piper sociorum Trel. & Yunck.
- Piper sodiroi C. DC.
- Piper soledadense Trel.
- Piper solmsianum C.DC.
- Piper solutidrupum Yunck.
- Piper soricicaudatum Trel.
- Piper sororium (Miq.) C.DC.
- Piper sotai Yunck.
- Piper sphaeroides C. DC.
- Piper sprengelianum C. DC.
- Piper spruceanum C. DC.
- Piper squamulosum C. DC.
- Piper standleyi Trel.
- Piper steinbachii Yunck.
- Piper stellipilum (Miq.) C. DC.
- Piper stenostachys C. DC.
- Piper stevensii Trel.
- Piper steyermarkii Yunck.
- Piper stileferum Yunck.
- Piper stipitiforme C.C. Chang ex Y.Q. Tseng
- Piper stipulaceum Opiz
- Piper stipulosum Sodiro
- Piper stomachicum C. DC.
- Piper storkii Trel.
- Piper striatifolium Yunck.
- Piper striatipetiolum Yunck.
- Piper strigillosicaule Trel.
- Piper strigillosum Trel.
- Piper strigosum Trel.
- Piper stuebelii Trel.
- Piper stupposum A. Dietr.
- Piper subaduncum Yunck.
- Piper subalpinum Yunck.
- Piper subandina Trel.
- Piper subandinum C. DC.
- Piper subcaudatum Trel.
- Piper subciliatum C. DC.
- Piper subcinereum C. DC.
- Piper subconcinnum C. DC.
- Piper subcordatum (Miq.) C. DC.
- Piper subcordulatum Trel.
- Piper subcrenulatum C. DC.
- Piper subduidaense Yunck.
- Piper subeburneum Trel. & Standl.
- Piper subfalcatum Yunck.
- Piper subflavicans Trel.
- Piper subflavispicum C. DC.
- Piper subflavum C. DC.
- Piper subfrutescens Trel. & Yunck.
- Piper subglabribracteatum C. DC.
- Piper subglabrifolium C. DC.
- Piper sublepidotum Yunck.
- Piper sublignosum Yunck.
- Piper submultinerve C. DC.
- Piper subnitidifolium Yunck.
- Piper subnitidum C. DC.
- Piper subpatens Trel.
- Piper subpedale Trel. & Yunck.
- Piper subquinquenerve Trel.
- Piper subrepens Trel.
- Piper subrugosum Yunck.
- Piper subscutatum (Miq.) C. DC.
- Piper subseptemnervium (Miq.) C. DC.
- Piper subsessilifolium C.DC.
- Piper subsilvestre C. DC.
- Piper subsilvulanum C. DC.
- Piper substilosum Yunck.
- Piper subtomentosum Trel. & Yunck.
- Piper subulatum C. DC.
- Piper sucreense Trel. & Yunck.
- Piper suffruticosum Trel.
- Piper suipigua Buch.-Ham. ex D. Don
- Piper sumatranum (Miq.) C. DC.
- Piper sumpi Trel.
- Piper supernum Trel. & Yunck.
- Piper suratanum Trel. & Yunck.
- Piper swartzianum (Miq.) C. DC.
- Piper sylvaticum Roxb.
- Piper sylvestre Lam.

## T
- Piper tabinense Trel.
- Piper tacananum Trel. & Standl.
- Piper tacariguense Steyerm.
- Piper tachiranum Yunck.
- Piper tacticanum Trel. & Standl.
- Piper taiwanense Lin & Lu
- Piper tajumulcoanum Trel. & Standl.
- Piper tamayoanum Steyerm.
- Piper taperanum Yunck.
- Piper taperinhanum Yunck.
- Piper tectoniaefolium (Kunth) Kunth ex C. DC.
- Piper tectoniifolium (Kunth) Steud.
- Piper tecumense Trel.
- Piper telembi J.G. García
- Piper temptum Trel.
- Piper tenebricosum Trel.
- Piper tenue Kunth
- Piper tenuicuspe (Miq.) C. DC.
- Piper tenuilimbum C. DC.
- Piper tenuimucronatum C.DC.
- Piper tenuinerve C. DC.
- Piper tepuiense Steyerm.
- Piper tequendanense C. DC.
- Piper terrabanum C.DC.
- Piper tessmanni Trel.
- Piper teysmanii (Miq.) C. DC.
- Piper thomasii Tebbs
- Piper thomsonii (C. DC.) Hook. f.
- Piper timbuchianum Trel.
- Piper tocacheanum C. DC.
- Piper tonduzii C.DC.
- Piper toronotepuiense Steyerm.
- Piper tortivenulosum Yunck.
- Piper tortuosivenosum Trel.
- Piper tovarense Trel. & Yunck.
- Piper townsendii C. DC.
- Piper trachyphyllum C. DC.
- Piper translucens Yunck.
- Piper transpontinum Trel.
- Piper trianae C. DC.
- Piper trichocarpon C.DC.
- Piper trichogynum C. DC.
- Piper trichoneuron (Miq.) C. DC.
- Piper trichorhachis C. DC.
- Piper trichostachyon (Miq.) C. DC.
- Piper trichostigma (Chaveer. & Sudmoon) Suwanph. & Chantar.
- Piper trichostylopse Trel.
- Piper trichostylum C. DC.
- Piper tricolor Y.Q. Tseng
- Piper tricuspe (Miq.) C. DC.
- Piper tridentipilum C. DC.
- Piper trigoniastrifolium C. DC.
- Piper trigonodrupum Yunck.
- Piper trigonum C.DC.
- Piper tristemon C.DC.
- Piper tristigmum Trel.
- Piper truman-yunckeri R. Callejas P.
- Piper truncatum Vell.
- Piper tsangyuanense P.S. Chen & P.C. Zhu
- Piper tsengianum M.G. Gilbert & N.H. Xia
- Piper tuberculatum Jacq.
- Piper tucumanum C. DC.
- Piper tuerckheimii C.DC.
- Piper tumidum Kunth
- Piper tumupasense Yunck.
- Piper turbense Trel.

## U
- Piper ubiqueasperum Trel.
- Piper ubiquescabridum Trel.
- Piper ucayalianum Trel.
- Piper udisilvestre C. DC.
- Piper uhdei C. DC.
- Piper ulceratum Trel.
- Piper uleanum Trel.
- Piper ulei C. DC.
- Piper umbellatum L.
- Piper umbricola C.DC.
- Piper umbriense Trel. & Yunck.
- Piper unguiculatum Ruiz & Pav.
- Piper unillanum Trel. & Yunck.
- Piper urophyllum C.DC.
- Piper urostachyum Hemsl.
- Piper urubambanum Trel.
- Piper uspantanense C.DC. ex Donn.Sm.
- Piper usumacintense Lundell
- Piper utinganum Yunck.

## V
- Piper vaginans C. DC.
- Piper valladolidense Yunck.
- Piper variifolium (Miq.) C. DC.
- Piper vellosoi Yunck.
- Piper velutinibaccum C. DC.
- Piper velutininervosum Trel.
- Piper velutinovarium C. DC.
- Piper velutinum Kunth
- Piper venamoense Steyerm.
- Piper veneralense Trel. & Yunck.
- Piper venosum (Miq.) C. DC.
- Piper venulosissimum Yunck.
- Piper veraguense C.DC.
- Piper verbascifolium (Miq.) C. DC.
- Piper veredianum Trel.
- Piper vergelense Trel. & Standl.
- Piper vermiculatum C. DC.
- Piper verruculaecaule Trel.
- Piper verruculaefolium Trel.
- Piper verruculosum C.DC.
- Piper via-chicoense Yunck.
- Piper vicosanum Yunck.
- Piper villalobosense Yunck.
- Piper villarrealii Yunck.
- Piper villiramulum C.DC.
- Piper villosispicum Trel.
- Piper villosissimum Yunck.
- Piper viminifolium Trel.
- Piper virgenense Trel. & Yunck.
- Piper virginicum Trel. & Standl.
- Piper virgultorum C. DC.
- Piper viridicaule Trel.
- Piper viridilimbum Trel.
- Piper viridistachyum Yunck.
- Piper vitaceum Yunck.
- Piper volubile C. DC.

## W
- Piper wachenheimii Trel.
- Piper wagneri C.DC.
- Piper wallichii (Miq.) Hand.-Mazz.
- Piper wangii M.G. Gilbert & N.H. Xia
- Piper weddellii C. DC.
- Piper wibomii Yunck.
- Piper wingfieldii Steyerm.
- Piper woytkowskii Yunck.
- Piper wydlerianum C. DC.

## X
- Piper xalapense C. DC.
- Piper xanthostachyum C.DC.
- Piper xapuryense C. DC.
- Piper xylosteoides (Kunth) Steud.

## Y
- Piper yanaconasense Trel. & Yunck.
- Piper yananoanum Trel.
- Piper yaracuyense Yunck.
- Piper yessupianum Trel.
- Piper yinkiangense Y.Q. Tseng
- Piper yousei Trel.
- Piper yucatanense C.DC.
- Piper yui M.G. Gilbert & N.H. Xia
- Piper yungasanum Yunck.
- Piper yunnanense Y.Q. Tseng
- Piper yurimaguasanum Trel.
- Piper yzabalanum C.DC. ex Donn.Sm.

## Z
- Piper zacapanum Trel. & Standl.
- Piper zacatense C. DC.
- Piper zarumanum Trel.
- Piper zhorquinense C.DC.